# Mandar (Volk)

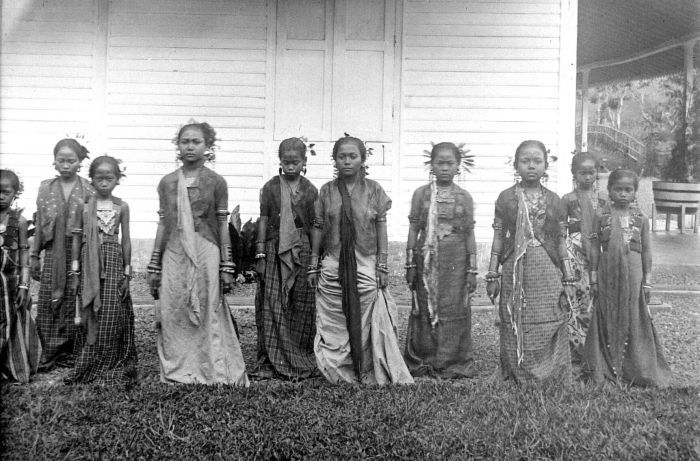
Mandar-Frauen in der niederländischen Kolonialzeit

Mandar (indonesisch suku Mandar oder orang Mandar) sind eine Ethnie (suku) in der indonesischen Provinz West-Sulawesi auf der Insel Sulawesi.
Mandar sind zum größten Teil Muslime. Ihr Siedlungsgebiet liegt entlang der Küste zwischen Mamuju, der Hauptstadt von Westsulawesi, und Pare-Pare weiter südlich. Wie die benachbarten Makassar und Bugis in der Provinz Süd-Sulawesi haben die Mandar eine lange Tradition als Seefahrer, Händler und Fischer mit ihren sandeq genannten Auslegerbooten. Die sandeq sind der Stolz der traditionellen Mandarkultur.
Die Mandar-Sprache gehört zur Gruppe der austronesischen Sprachfamilie. Sie ist eng mit der Sprache Toraja-Sa’dan verwandt.